# Balsas Esporte Clube
A Sociedade Esportiva Balsas Futebol Clube é um clube brasileiro de futebol, da cidade de Balsas, no Maranhão. Atualmente Licenciado.
Fundado em 1999 pelo desportista Carmegildo Xavier, o clube disputou em 2012 sua primeira competição oficial, o Campeonato Maranhense da 2ª Divisão no qual conquistou o título, vencendo o Americano Futebol Clube, o time disputou o Campeonato Maranhense da 1ª Divisão de 2013 a 2015.

## História

### 2012: Segunda Divisão Maranhense
Em 2012, a equipe disputou sua primeira competição oficial: o Campeonato Maranhense da 2ª Divisão, no qual conseguiu o acesso e também sagrou-se campeão, conquistando seu primeiro título da história.
Em 2013, a equipe terminou o campeonato maranhense na 6ª coloção, com 9 pontos, mantendo-se na elite maranhense.
Em 2014, a equipe terminou o campeonato maranhense na 3ª colocação do grupo B e 8ª colocação geral, com apenas 3 pontos. Mesmo assim, o clube escapou do rebaixamento.
Em 2015, a equipe terminou o campeonato maranhense na 8ª colocação, com apenas 5 pontos. Com isso, a equipe foi rebaixada para a 2ª divisão estadual.
Em 2019, o clube voltou as competições após 4 anos de ausência jogando o Campeonato Maranhense da Segunda divisão, na competição é rebaixado depois de perder duas partidas e desistir da competição.
Em 2020 o clube jogaria o Campeonato Maranhense da Terceira divisão após ser rebaixado em 2019, porém a competição é cancelada e em seu lugar ocorre a Pré - Série B do Campeonato Maranhense do qual o time desiste de disputar.

## Títulos
| Estaduais | Estaduais                               | Estaduais | Estaduais  |
|           | Competição                              | Títulos   | Temporadas |
| --------- | --------------------------------------- | --------- | ---------- |
|           | Campeonato Maranhense - Segunda Divisão | 1         | 2012       |